# Parus
Parus es un género de aves paseriformes perteneciente a la familia Paridae, distribuidas por el Paleártico. Anteriormente el género era más amplio, pero en la actualidad se compone solo de cuatro especies, ya que el grupo se escindió a raíz de un estudio filogenético publicado en 2013 que demostró que estaba formado por varios clados distintos.

## Especies
Los actuales componentes de género son las siguientes cuatro especies:
- Carbonero común (Parus major);
- Carbonero chino (Parus minor);
- Carbonero indio (Parus cinereus);
- Carbonero dorsiverde (Parus monticolus).

Los antiguos integrantes del género se repartieron entre los géneros Machlolophus, Melaniparus y Periparus, éstos eran:
- Carbonero nuquiblanco (Machlolophus nuchalis);
- Carbonero turquestano (Machlolophus bokharensis);
- Carbonero carigualdo del Himalaya (Machlolophus xanthogenys);
- Carbonero carigualdo chino (Machlolophus spilonotus);
- Carbonero aliblanco (Melaniparus leucomelas);
- Carbonero guineano (Melaniparus guineensis);
- Carbonero negro (Melaniparus niger);
- Carbonero de Carp (Melaniparus carpi);
- Carbonero ventriblanco (Melaniparus albiventris);
- Carbonero dorsiblanco (Melaniparus leuconotus);
- Carbonero ventrirrufo (Melaniparus rufiventris);
- Carbonero cenizo (Melaniparus funereus);
- Carbonero ventripálido (Melaniparus pallidiventris);
- Carbonero gorjirrufo (Melaniparus fringillinus);
- Carbonero del Ruwenzori (Melaniparus fasciiventer);
- Carbonero somalí (Melaniparus thruppi);
- Carbonero del miombo (Melaniparus griseiventris);
- Carbonero cinéreo (Melaniparus cinerascens);
- Carbonero gris (Melaniparus afer);
- Carbonero garrapinos (Periparus ater).